# Фрам Ларвик
«И́дреттсфорени́нген Фрам», также известный как «Фрам Ла́рвик» — норвежский футбольный клуб из коммуны Ларвик. Основан 15 января 1894 года. Клуб назван в честь  корабля «Фрам», который был спущен на воду недалеко от Ларвика в 1892 году. «Фрам Ларвик» является старейшим футбольным клубом Норвегии. Чемпион Норвегии в сезоне 1949/50, финалист Кубка Норвегии 1912 года.
Кроме футбольного клуба, в клубе также функционируют легкоатлетическая, гандбольная и конькобежная команды.

## История
«Фрам Ларвик» основан 15 января 1894 года, является старейшим футбольным клубом Норвегии и одним из старейших футбольных клубов в мире. Свое название получил в честь шхуны полярника Фритьофа Нансена, которая был спущена на воду недалеко от Ларвика за два года до появления клуба.
В 1912 году клуб добился первого серьёзного успеха — стал финалистом кубка Норвегии, который в то время фактически являлся национальным чемпионатом. В решающем поединке соперником команды из Ларвика был клуб «Меркантиле» из Осло. «Фрам Ларвик» победил в этом поединке со счетом 2:1, но коллектив из Осло сумел добиться переигровки, поскольку «Фрам» имел в своем составе незарегистрированного игрока. В матче переигровке команда из Ларвика уступила со счетом 0:6.
В сезоне 1949/50 клуб стал победителем чемпионата Норвегии.
Имеет принципиальное соперничество с клубом «Ларвик Тюрн». До 1995 года клуб играл во Втором дивизионе Норвегии, и до 1999 года — в Третьем дивизионе Норвегии. После этого был создан объединенный клуб «Ларвик Футбол», к которому отказались приобщаться представители «Ларвик Тюрн». «Ларвик Футбол» несколько раз повышался в классе и в течение некоторого времени выступал во Втором дивизионе. Однако объединенная команда прекратила свое существование в конце 2004 года, а ее место во Втором дивизионе Норвегии получил «Фрам Ларвик», но провёл сезон неудачно. После нескольких сезонов в Третьем дивизионе Норвегии в 2008 году команда становится победителем чемпионата и в плей-офф получает путевку во Второй дивизион Норвегии. В 2021 команда вылетела в 3-й дивизион.
Петтер Бельсвик занял пост главного тренера после сезона 2013 года, сменив Тома Хельге Якобсена. В 2021 году Хаакон Лунов стал главным тренером «Фрам Ларвик», подписав двухлетний контракт.

## Достижения
- Элитсерия:
  -  Победитель (1): 1949/50[5]
- Кубок Норвегии:
  -  Финалист (1): 1912